# ジョージ・ハービッグ
ジョージ・ハワード・ハービッグ（George Howard Herbig、1920年1月2日 - 2013年10月12日) はアメリカ合衆国の天文学者である。ギイェルモ・アロと独立してハービッグ・ハロー天体と呼ばれる星の誕生期の天体を発見した。
ウェストバージニア州ホイーリングに生まれた。カリフォルニア大学バークレー校で学位をとり、1948年からリック天文台で観測した。1951年、誕生後まもない若い星に励起されて周りのガス雲が光ると考えられているハービッグ・ハロー天体を発見した。1988年からハワイ大学に移った。
2012年、92歳で2つ論文を発表するなど亡くなるまで研究意欲は衰えなかった。翌2013年にホノルルの自宅で逝去。享年93。

## 賞・叙勲等
- アメリカ天文学会 ヘレン・B・ワーナー賞 (1955年)
- アメリカ天文学会 ヘンリー・ノリス・ラッセル講師職 (1975年)
- 太平洋天文学会 ブルース・メダル (1980年)
- カナダ天文学会 Petrie Prize and Lectureship (1995年)